# Manuel Franco
Manuel Franco, né le 9 juillet 1871 à Concepción – mort le 5 juin 1919 à Asunción, est un homme d'État, le président de la république du Paraguay du 15 août 1916 à sa mort.